# 亚历山大·斯图布
凯-约兰·亚历山大·斯图布（瑞典語發音：[kai jœːran aleksˈandær stʉbː]，4月1日—），芬兰现任总统及民族联合党政治人物。
2004年到2008年，斯图布是欧洲议会议员。2008年到2011年任芬兰外交部长，2011年到2014年任欧洲事务和对外贸易部长，2014年6月至2016年6月为民族联合党的领导人，2014年到2015年任芬兰总理。2015年5月至2016年6月任芬兰财政部长。
2016年，斯图布在党内的领导地位受到挑战。在6月11日党主席选举中斯图布败于彼得里·奥尔波，于是他辞去部长职位，但继续以普通议员身份留在议会。2017年6月当之前芬兰代表扬·瓦帕沃里留出空缺后，斯图布被选为欧洲投资银行的副总裁。2018年10月2日，斯图布宣布代表欧洲人民党在2019年欧洲议会选举竞选欧盟委员会主席的职位，但最终在欧洲人民党内部选举中败于曼弗雷德·韦伯。
2024年2月，当选为芬兰第13任总统。

## 背景
斯图布出生在赫尔辛基双语家庭，父亲操瑞典語，母亲操芬兰语。他父亲约兰·斯图布（Göran Stubb）任职于职业冰球界，1976年到1983年是芬兰冰球协会的行政總裁。1986年，斯图布从美国佛罗里达州代托纳比奇的大陆高中毕业，兩年後從赫尔辛基的Gymnasiet Lärkan畢業。服完兵役后，他获得了高尔夫奖学金到美国南卡罗莱纳州傅爾曼大學升學，起初打算攻读商业学位，后转向政治科学，1993年毕业获得文学学士学位。次年他在巴黎索邦大学获得了法国语言和文明文凭。除了他的母语瑞典语和芬兰语外，斯图布还会说英语、法语和德语。
1995年，他在比利时欧洲学院获得了欧洲事务文学硕士，然後在伦敦经济学院攻读国际政治和政治科学的哲学博士学位，1999年获得博士学位。1995年到1997年，斯图布在芬兰外交部当研究员，1997年到1999年转到芬兰学院。1997年，他成为一名专栏作家，并一直写作至今。
1999年到2001年，斯图布成为驻布鲁塞尔欧盟的芬兰代表团的一名特别研究员，同时还是参与《尼斯条约》谈判的芬兰政府代表团成员。2000年，他成为欧洲学院教授。2001年，斯图布成为欧盟委员会主席（当时是罗马诺·普罗迪）的一名顾问和欧洲公约委员会工作小组成员。2003年，他回到欧盟芬兰代表团作为特别专家，参与欧洲宪法政府间会议。2004年会议结束时，他作为芬兰民族联合党候选人参加了欧洲议会的选举。

## 政治生涯

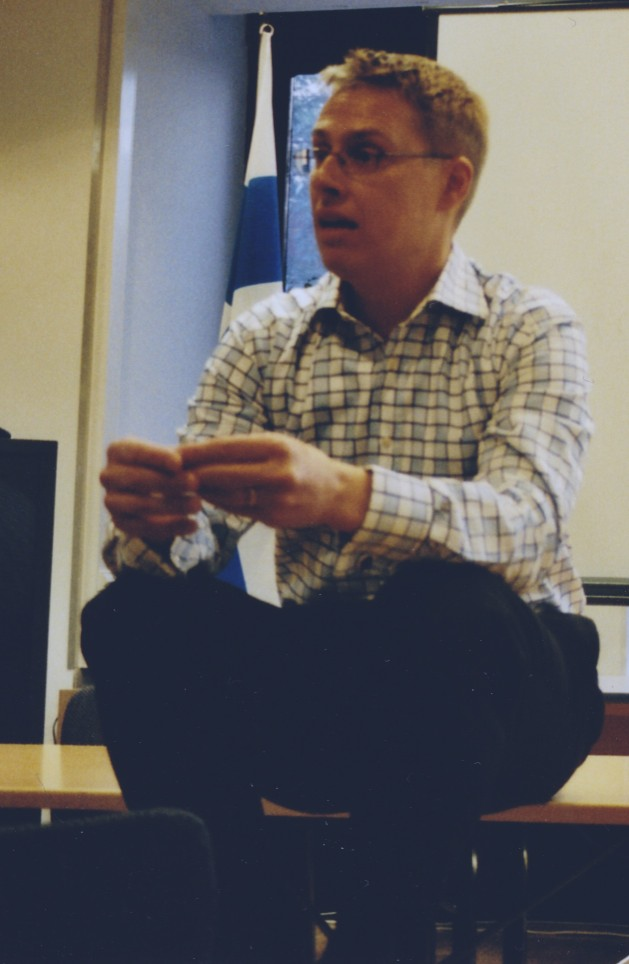
亚历山大·斯图布在2004年

### 欧洲议会议员
斯图布2004年到2008年是欧洲议会芬兰议员。他2004年作为芬兰民族联合党成员以115,225票当选（在芬兰选举中选票数量第二高）。民族联合党属于欧洲人民党成员，在这段时间里他成为议会最著名的议员。
斯图布是欧洲议会预算控制委员会的成员和内部市场和消费者保护委员会副主席，还是宪法事务委员会候补成员和欧盟-土耳其联合议会委员会代表(截至2007年8月)。
2006年，欧洲议会通过他写的一份欧盟傳譯支出报告。他呼籲加強關注翻譯支出，因为在2005年议会、各委员会和理事会的翻译支出达到5.11亿欧元。

### 外交部长
2008年4月1日，斯图布40岁生日时，芬兰政府在前任外长伊尔卡·卡内尔瓦曝出色情短信丑闻之后，任命他为新的外交部长。斯图布在4月4日宣誓就职。其欧洲议会的议员席位由前环境部长西尔帕·皮耶蒂凯宁（Sirpa Pietikäinen）接任。2008年4月5日到12月31日斯图布作为芬兰外长担任欧洲安全与合作组织轮值主席。在此期间发生俄格战争，欧安组织达成一项协议，派遣军事观察员到该地区。

### 欧洲事务和外贸部长 (2011–2014)
2011年斯图布首次参加芬兰议会选举，并当选议员。在选举中得票率位居第二，民族联合党成为第一大党。党主席于尔基·卡泰宁组建政府时，斯图布被任命为欧洲事务和外贸部长。
在2014年克里米亚危机中，斯图布表示不希望采取制裁俄罗斯，认为俄罗斯经济下降百分之三将导致芬兰经济下降半個百分點。他认为钱在地缘政治关系中應該是一種用於良善的力量，他说:“正如我之前所说的，钱是最好的和平调解人”，“金钱应该获得诺贝尔和平奖”。

### 总理 (2014–2015)
2014年卡泰宁宣布辞去总理和民族联合党主席，斯图布宣布竞选党领袖职务。2014年6月党代会上，斯图布击败他的两个竞争对手健康与社会服务部部长葆拉·里西科（Paula Risikko）和经济事务部部长扬·瓦帕沃里，成为党主席。随后他组成了一个六党联合政府，6月24日由总统绍利·尼尼斯托正式任命为芬兰总理。2014年9月政府通过有关核电站建设原则决定后绿色联盟退出联合政府。

### 财政部长 (2015–2016)
在2015年的议会大选中斯图布获得了个人得票数上排名第三。得票最高的政党为中间党，其党主席尤哈·西比莱组阁时任命斯图布为芬兰财政部长。
在2016年6月11日举行的民族联合党大会的党主席竞选中斯图布在第二轮投票中以45%的选票劣势败于彼得里·奥尔波而失去党主席的职位。之后他表示不接受奥尔波领导下的部长职位。6月22日奥尔波被任命为芬兰财政部长。

### 總統 (2024–)
2023年8月，斯圖布宣布將參選2024年的總統選舉，其後於1月28日舉行的第一輪投票中領先，之後再於2月11日舉行的第二輪投票中以51.6%的得票率擊敗佩卡·哈維斯托當選總統，是該國自曼纳海姆以來再有瑞典裔成為總統。

### 其他工作
斯图布说，他“一直认为问题必须开诚布公地讨论”，因此他是一个活跃的专栏作家。他还撰写了许多的学术文章和九本关于欧盟的书籍。他有一个博客，也积极使用推特。
他著有《Alaston totuus ja muita kirjoituksia suomalaisista ja eurooppalaisista – The Naked Truth and other stories about Finns and Europeans》 (ISBN 9789510351758)，芬兰航空的机载杂志《蓝翼》有他的专栏集合版，名为《赤裸的真相》（The Naked Truth），名字来自一篇介绍芬兰桑拿浴的文章。斯图布“露出松鼠牙”大笑的漫画登上了该书封面，内文为芬、英语对照。斯图布希望，初次来芬兰的人，能从自己的书中受益。

## 個人生活
斯图布与夫人苏珊娜·英尼斯-斯图布曾居住在比利时亨法尔，苏珊娜是英裔律师，后搬到埃斯波塔皮奥拉区。她就职于萨诺玛传媒集团。他们有两个孩子，一个女儿名叫埃米莉，一个儿子叫奥利弗·约翰。斯图布定期参加马拉松和三项全能运动，并已完成过铁人三项全能赛。 
斯图布是民族联合党內的自由派，他支持多元文化政策、以及同性婚姻。他亦支持土耳其加入歐盟、以及芬蘭加入北約。